# Tabanus obsoletimaculus
Tabanus obsoletimaculus är en tvåvingeart som beskrevs av Xu 1983. Tabanus obsoletimaculus ingår i släktet Tabanus och familjen bromsar. Inga underarter finns listade i Catalogue of Life.